# Cratere Voltaire
Voltaire è un cratere d'impatto di 1,9 km di diametro presente sulla superficie di Deimos, il minore dei satelliti naturali di Marte.
Il cratere è stato così nominato nel 1973 in onore del filosofo francese Voltaire, che nel 1752 anticipò la scoperta dei satelliti naturali di Marte in Micromega. È una delle due caratteristiche superficiali di Deimos ad aver ricevuto una denominazione ufficiale; l'altra è il Cratere Swift.
Il 10 luglio 2006 la sonda Mars Global Surveyor della NASA ha scattato una fotografia di Deimos da una distanza di 22985 km che mostra anche il cratere Voltaire.